# ذوات الأجنحة الصغرية
ذوات الأجنحة الصغرية أو فوق فصيلة فراشات مايكروبتيريجويديا ذات الفكوك أو مُفترنات الأجنحة (الاسم العلمي: Micropterigidae)، هي فصيلة عليا من "ذو الفك العتيق"، وكلها موضوعة في فصيلة ذات الأجنحة الصغرية (Micropterigidae) الفردية، والتي تحتوي حاليًا على حوالي عشرين جنسًا حيًا. وهي تعتبر أكثر السُلالات الحية بدائية من حرشفيات الأجنحة (كريستنسن ، 1999). الاسم العلمي من اليونانية mikros، صِغري أو دقيق، و pterux، جناح. يعود السجل الأحفوري للمجموعة إلى العصر الجوراسي الأوسط المتأخر مع أقدم الأنواع المعروفة هي Auliepterix من تكوين كاراباستو في كازاخستان.